# Sericomyrmex myersi
Sericomyrmex myersi är en myrart som beskrevs av Weber 1937. Sericomyrmex myersi ingår i släktet Sericomyrmex och familjen myror. Inga underarter finns listade i Catalogue of Life.